# Serena Burla
Serena Burla (* 27. September 1982) ist eine US-amerikanische Langstreckenläuferin.

## Karriere
Eine persönliche Bestmarke im Marathon lief sie am 20. Oktober 2013 in Amsterdam. Sie benötigte dafür 2:28:01 h. 2014 gewann sie den Halbmarathon von Houston, der im Rahmen des Marathons gelaufen wird in 1:10:48 h. Am 30. August 2015 lief sie bei den Leichtathletik-Weltmeisterschaften in Peking den Marathon. Sie erreichte nach 2:31:06 h das Ziel und landete auf Platz 10.

## Persönliche Bestleistungen
- 5000-Meter-Lauf: 15:47,03 min, 28. März 2008, Columbia
- 10.000-Meter-Lauf: 32:17,34 min, 2. Mai 2015, Palo Alto
- Halbmarathon: 1:10:08 h, 17. Januar 2010, Houston
- Marathon: 2:28:01 h, 20. Oktober 2013, Amsterdam-Marathon